# 孙家昶
孙家昶（1942年1月—），男，中华人民共和国计算机科学家，中国科学院软件研究所研究员，曾任中华全国青年联合会副主席。

## 生平
1964年本科毕业于中国科学技术大学计算数学系。1967年研究生毕业于中国科学院计算技术研究所。
2018年9月获第七届“CSIAM苏步青应用数学奖”。